# Cobla Canigó
|  | Aquest article tracta sobre la cobla de Torelló. Vegeu-ne altres significats a «Canigó». |

La Cobla Canigó és una cobla de Torelló que va néixer la Pasqua del 1933 de la mà de Trinitari Múrria i Trilla, Trinitari Múrria i Solsona i Pere Capdevila i Alsina. La cobla portava aleshores el nom d'Orquestrina Canigó (1933-1937).
El 2 de novembre de 2008 s'organitzà una gran festa per celebrar el seu 75è aniversari. Els actes van incloure la presentació d'un llibre, un concert i una audició de sardanes.

## Compositors que han actuat o actuen a la cobla
- Pere Capdevila i Alsina. Fundador de la cobla i flabiol.
- Josep Navarro i Zafra. Tenora
- Jaume Roma i Dagès. Fiscorn, trombó i contrabaix
- Rafael Portús i Puigvert. Tible, trompeta, fiscorn, director
- Trinitari Múrria i Trilla. Fiscorn, trombó
- Ramon Reig i Verdaguer. Flabiol, contrabaix, trombó
- Trinitari Múrria i Solsona. Tenora
- Segimon Claveria i Teulats. Contrabaix
- Pau Càmara i Lanao. Fiscorn
- Xavier Capdevila. Fiscorn, trombó i tible.
- Josep Caselles i Teixidor. Tible i Tenora